# Tirante (construcción)

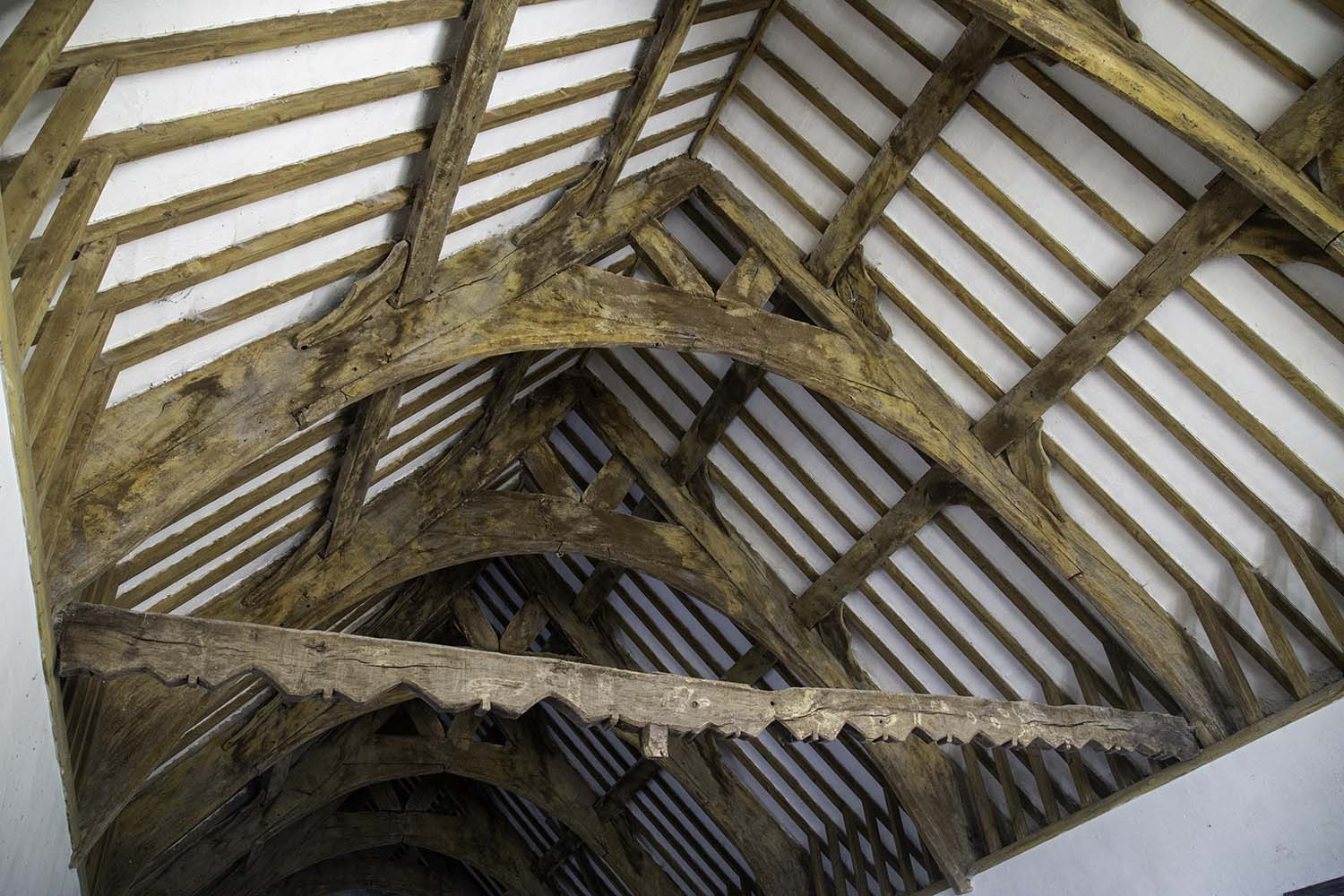
Tirante en el techo de la iglesia de St Brothen en Gales

En arquitectura, se llama tirante a la pieza horizontal de una techumbre destinada a contrarrestar el empuje de dos riostras. 
En su parte media, el tirante suele estar suspendido por un pendolón, generalmente de hierro, a fin de disminuir su flexión. En ciertas iglesias góticas que tienen la armadura de la techumbre aparente, los tirantes están a veces decorados con motivos escultóricos consistentes por lo común en cabezas de animales fantásticos.